# Pietro Bordino
Pour les articles homonymes, voir Bordino.

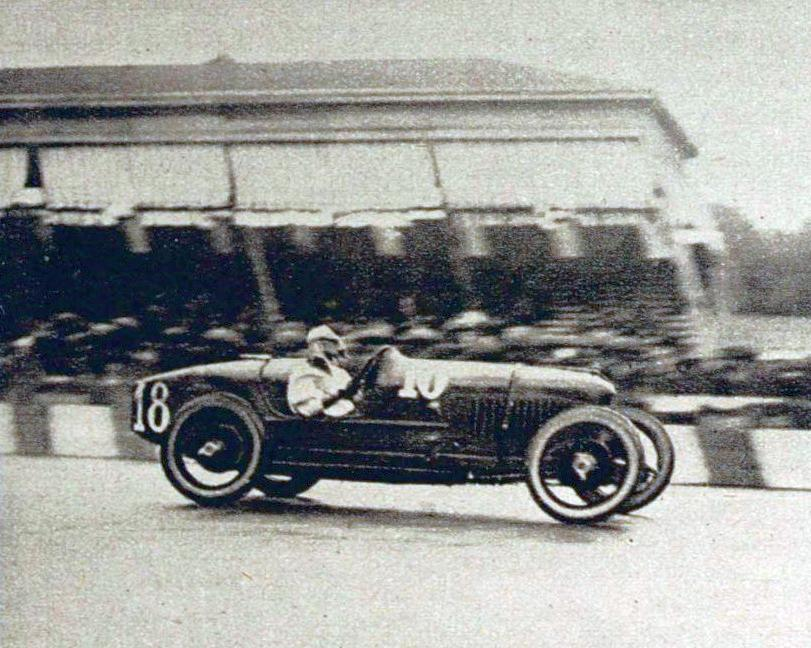
Pietro Bordino, vainqueur du Grand Prix d'Italie 1922.

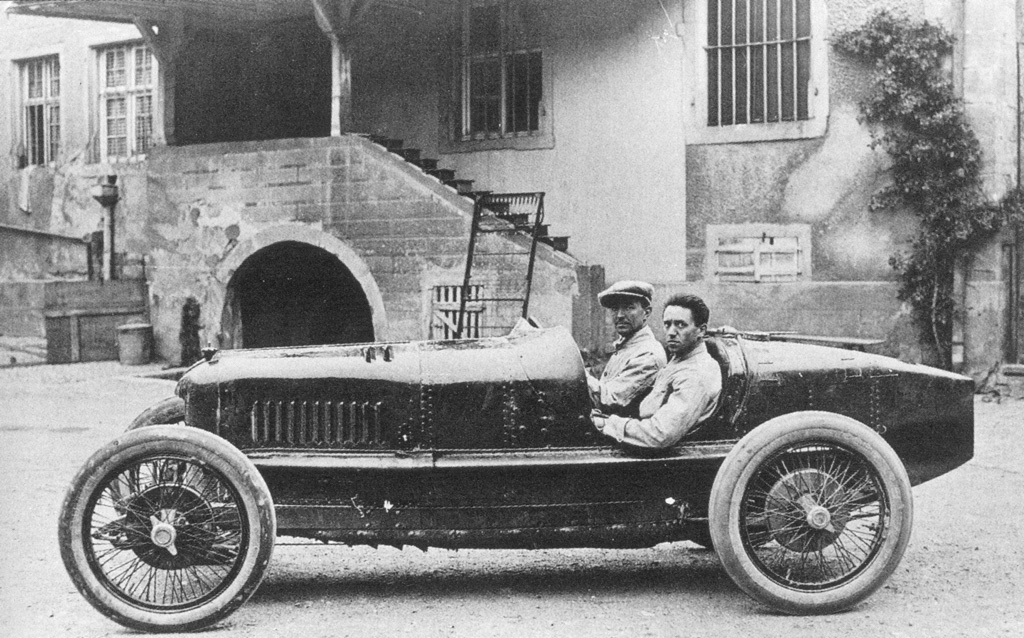
Pietro Bordino au GP de France 1922 sur une Fiat 804.

Pietro Bordino est un pilote automobile né à Turin (Italie) le 22 novembre 1887 et mort à Alexandrie le 15 avril 1928. Pietro Bordino était l'un des principaux pilotes italiens de son époque, avec Felice Nazzaro et Antonio Ascari.

## Palmarès
En 1921, il obtient le meilleur temps au tour en course, lors du premier Grand Prix automobile d'Italie, sur Fiat 802. La saison suivante il réalise la même performance lors du Grand Prix automobile de France (A.C.F.) avec une Fiat 804, remportant ensuite dans la saison le IIe Gran Premio delle Vetturette, sur une Fiat 502SS (et meilleur temps en course).
Il remporte également en 1922 le deuxième Grand Prix automobile d'Italie de Monza sur Fiat 804 (meilleur temps au tour en course), et en 1927 le Grand Prix automobile de Milan.
Entre ses deux victoires majeures, il est encore meilleur temps au tour des GP de France et d'Italie en 1923 (sur Fiat 805).
En 1925, à la suite du retrait de la compétition de Fiat en Europe (marquée par les départs successifs de Vittorio Jano et Vincenzo Bertarione), il se rend aux États-Unis, où il participe au championnats américains de monoplaces et à l'épreuve phare des 500 miles d'Indianapolis. Avec sa 805, Pietro a poursuivi sa tournée en Amérique centrale et en Amérique du Sud ; mais Fiat mais en se limitant à des démonstrations et des expositions. Il effectue notamment des démonstrations de vitesse et atteint 191 km/h à Rio de Janeiro, et 192 km/h sur l'autoroute argentine entre Morón et Bella Vista.
En eux, BORDINO a atteint 191 km/h à Rio de Janeiro et 192 km/h sur l'autoroute argentine entre Morón et Bella Vista
En 1928, il participe aussi aux Mille Miglia, exceptionnellement sur Bugatti Type 43 (16e, associé à De Gioannini).

## Décès
Alors que Pietro Bordino est en train d'essayer une Bugatti Type 35C à Alexandrie en vue de la Targa Florio 1928, un chien traverse soudainement la route. Heurté de plein fouet, l'animal se bloque dans la direction de la Bugatti. Pietro Bordino perd alors le contrôle de sa Bugatti, et finit sa course dans un fossé où coule une rivière. Il meurt des suites des graves blessures dont il est victime ce jour-là.

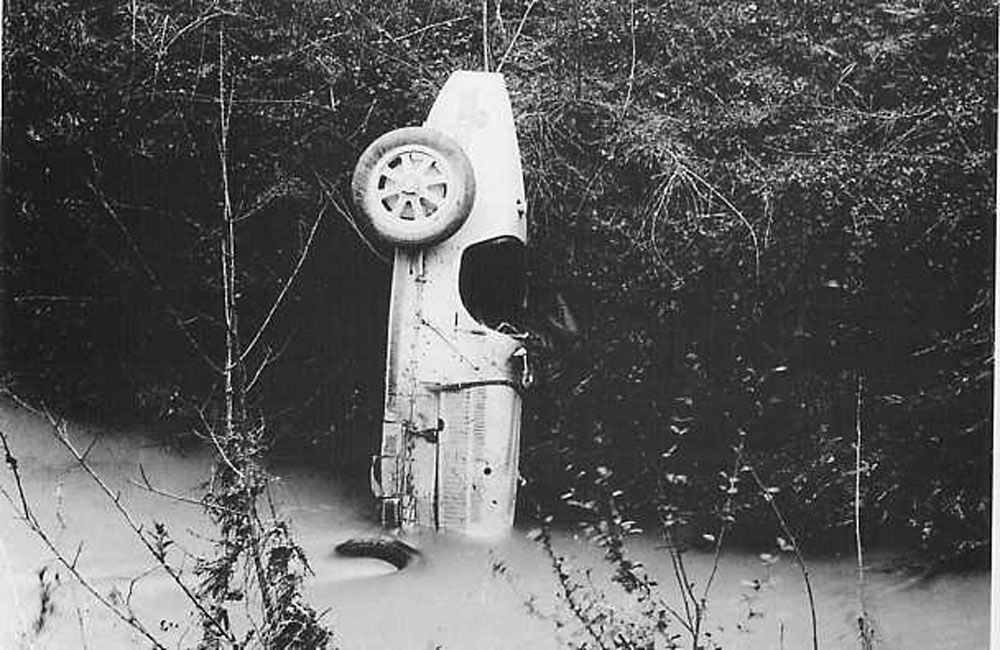
L'Épave de la Bugatti Type 35C de Pietro Bordino après l'accident qui lui coûte la vie le 15 avril 1928 lors des essais de la Targa Florio.

Le Grand Prix d'Alexandrie est rebaptisé Coppa Pietro Bordino en avril 1928 (rétroactivement) et les années suivantes en son honneur, de même que le nom du tracé.
Un dessin particulier de carrosserie des voitures de course, à savoir la partie arrière se terminant en pointe aigüe, à la façon d'un fuselage d'avion, pour diminuer les turbulences aérodynamiques est connu sous le nom de pointe Bordino.